# Júcar
Júcar (valencianska: Xúquer) är en 509 kilometer lång flod på Iberiska halvön i Spanien. Den viktigaste bifloden är Cabriel.
Från sin källa vid Ojuelos de Valdeminguete på östra delen av Montes Universales rinner floden söderut och därefter österut och passerar städerna Cuenca, Alcalá del Júcar, Cofrentes, Alzira, Sueca och Cullera innan den rinner ut i Valenciabukten i Medelhavet.

## Mänsklig historia

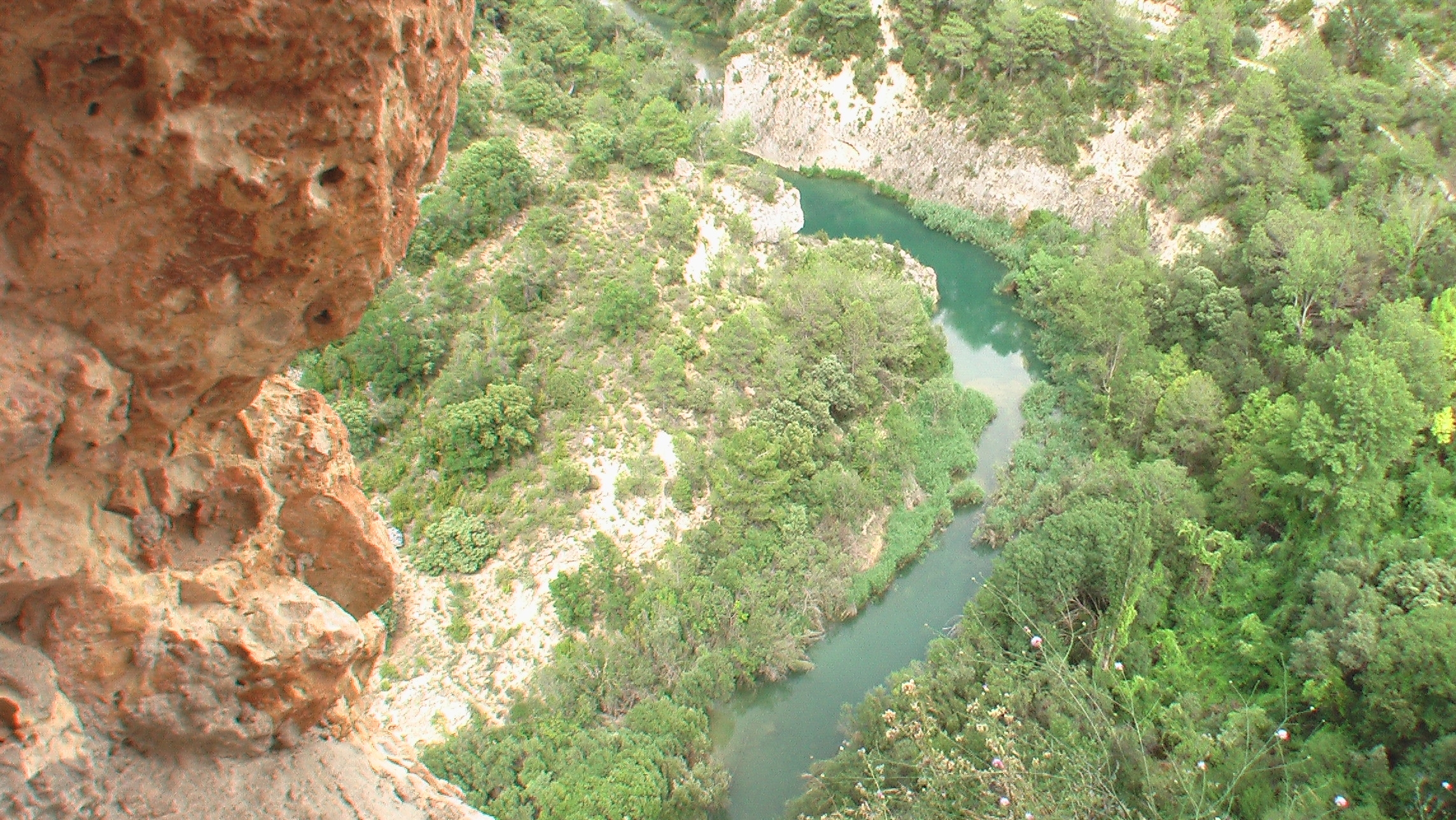

1982 bröt floden igenom reservoaren i Tous och orsakade den största översvämningen i Spaniens historia med ett flöde på 16 000 m³/s och dödade över 30 personer.